# الجرافيت عالي التحلل الحراري
الجرافيت عالي التحلل الحراري (بالإنجليزية: Highly oriented pyrolytic graphite)‏ هو شكل نقي للغاية ومنظم من الجرافيت الصناعي. يتميز بزاوية انتشار منخفضة للفسيفساء مما يعني أن بلورات الجرافيت الفردية تتماشى جيدًا مع بعضها البعض. تحتوي أفضل عينات الجرافيت عالي التحلل الحراري على حيزات فسيفساء تقل عن درجة واحدة.
لاحظ أن المصطلح "جرافيت حراري عالي الترتيب" يستخدم أحيانًا لهذه المادة لكن الاتحاد الدولي للكيمياء البحتة والتطبيقية تفضل "عالي التحلل". 

## التركيب
تعتمد الطريقة المستخدمة لإنتاج الجرافيت عالي التحلل الحراري على العملية المستخدمة لصنع الجرافيت بالتحلل الحراري، ولكن مع إجهاد شد إضافي في اتجاه المستوى الأساسي. ينتج عن ذلك محاذاة محسّنة لبلورات الجرافيت وتباعد بين الكواكب بالقرب من تلك التي لوحظت في الجرافيت الطبيعي. تم وصف "إعادة بلورة الإجهاد" للجرافيت لأول مرة من قبل بلاكمان و ألفريد أوبلوهدي في عام 1962. 
تتراوح أقطار البلورات الفردية في الجرافيت عالي التحلل الحراري عادةً في النطاق من 1 إلى 10 ميكرومتر. 

## التطبيقات
يستخدم الجرافيت عالي التحلل الحراري في بصريات الأشعة السينية كجهاز أحادي اللون وفي الفحص المجهري للمسبار كركيزة ولمعايرة التكبير. 